# Движение за единство и джихад в Западной Африке
«Движение за единство и джихад в Западной Африке» (ДЕДЗА) (фр. Mouvement pour l'unicité et le jihad en Afrique de l'Ouest (MUJAO)) — исламистская вооружённая группировка, отколовшаяся от «Аль-Каиды исламского Магриба» в 2011 году. Осуществляла свою деятельность на территории Алжира, Мали и ряда других африканских государств. В 2012 году США и ООН признали ДЕДЗА террористической организацией. В 2013 году ДЕЗДА объединилось с бригадой «Аль-Муляссамун» в группировку «Аль-Мурабитун» и фактически прекратило самостоятельную деятельность.

## История
Движение за единство и джихад в Западной Африке возникло в 2011 году в результате раскола в рядах группы «Эль-Мулатамун», входившей в состав «Аль-Каиды исламского Магриба» (АКИМ). Причиной раскола стало несогласие малийских лидеров ДЕДЗА Ахмеда эль-Тилемси и Хамада эль-Хайри с доминированием среди командиров АКИМ арабов и методами ведения джихада, спорами относительно распределения средств, получаемых в качестве выкупа за освобождение заложников и наркоторговли. В заявлении ООН говорится, что лидеры ДЕДЗА участвовали в незаконной торговле наркотиками в Сахеле и южной части Алжира.
Организация впервые заявила о своём существовании, взяв на себя ответственность за похищение трёх европейских гуманитарных работников из лагеря беженцев в алжирском Тиндуфе 23 октября 2011 года. Похищенные были освобождены в июле 2012 года в обмен на освобождение трёх исламистов в Мавритании. Также ДЕДЗА заявляло о получении выкупа в размере 18,4 млн долларов США.
В марте 2012 года, во время туарегского восстания в Мали, ДЕДЗА вместе с АКИМ, «Ансар ад-Дин» и Национальным движением за освобождение Азавада (НДОА) установили контроль над северными территориями Мали. Вскоре после захвата территорий между умеренными сепаратистами из НДОА и исламистскими группировками обострились противоречия, которые к июню переросли в вооружённое противостояние. К концу июня в результате боёв за Гао и Томбукту ДЕДЗА совместно с «Ансар ад-Дин» захватило оба города и их окрестности. 1 сентября ДЕДЗА захватило город Дуэнца. 29 ноября ДЕДЗА совместно с силами АКИМ в результате боёв с НДОА захватили город Менака.
Одновременно с ведением военных действий в Мали ДЕДЗА совершало террористические акты, направленные против алжирских властей. 23 марта и 29 июня 2012 года члены организации совершили нападения на опорные пункты Национальной жандармерии Таманрассете и Уаргле. 5 апреля ДЕДЗА похитило семь алжирских дипломатов, включая консула, в Гао.
В ноябре 2012 года между ДЕДЗА, «Ансар ад-Дин» и АКИМ был заключён союз. К северу от Гао была создана общая база группировки. Исламисты захватили оружейные склады малийской армии в регионе, получив в своё распоряжение большое количество вооружения, в том числе тяжёлые пулемёты, противотанковые гранатомёты и миномёты. В январе 2013 года французскими вооружёнными силами была начата операция «Сервал», направленная против вооружённых исламистов в Мали. ДЕДЗА действовало против французских и малийских военных, используя террористов-смертников. Так, атака в Гао 10 февраля 2013 года привела к гибели 5 и ранению 10 человек. 23 мая террористы из ДЕДЗА и союзной ей бригады «Аль-Муляссамун» совершили теракты в Агадесе и Арли в Нигере в качестве мести за поддержку французской операции в северном Мали. Обе атаки унесли жизни 24 человек, ещё 20 получили ранения. 1 июня бойцы ДЕДЗА и «Аль-Муляссамун» атаковали тюрьму в нигерском городе Ниамей.
В августе 2013 году ДЕЗДА объединилось с бригадой «Аль-Муляссамун» в группировку «Аль-Мурабитун».